# Stas Misežnikov
Stas Misežnikov (hebrejsky סטס מיסז׳ניקוב‎‎, rusky Стас Мисежников, * 28. února 1969, Moskva, Sovětský svaz) je izraelský politik a bývalý poslanec Knesetu za Jisra'el bejtenu. V letech 2009 až 2013 zastával v izraelské vládě post ministra turismu.

## Biografie
Narodil se v Moskvě v Sovětském svazu (dnes Rusko) a vystěhoval se do Izraele roku 1982. V roce 1992 získal titul bakalář v oboru sociologie a politologie na Telavivské univerzitě. O osm let později získal na stejné univerzitě titul magistr v oboru obchodní administrativa a marketing. V letech 1997 až 1999 pracoval jako parlamentní výpomoc v Knesetu a poté v letech 1999 až 2006 jako marketing manager ve zdravotní pojišťovně Klalit.
V roce 2003 se stal členem zastupitelstva města Rišon le-Cijon a tuto funkci zastával až do roku 2006. Ve volbách v roce 2006 byl poprvé zvolen členem Knesetu. Svůj poslanecký mandát obhájil i ve volbách v roce 2009, do kterých šel na třetím místě kandidátní listiny Jisra'el bejtejnu. V nové vládě Benjamina Netanjahua zastával post ministra turismu.
V červnu 2010 Misežnikov reagoval na slova tureckého premiéra Recepa Erdoğana, pronesená v souvislosti s květnovým izraelským zásahem na konvoji do Pásma Gazy, který uvedl, že „Turecko má problém s izraelskou vládou, ne s izraelským lidem.“ Misežnikov na to kontroval slovy „izraelským nepřítelem není turecký lid, ale Erdogan.“